# 마두성
마두성(馬頭城)은 87년 파사왕 8년에 가소성(加召城)과 함께 축조한 성이다. 위치는 여러 가지 설이 있다.

## 위치
- 경북 청도설 이 시기에 청도는 이서국의 영역이었다. 이서국은 꽤 늦게까지 신라에 복속되지 않고 297년 신라를 공격하다가 패망했다.
- 물금읍 호포리의 금정산설 이 시기에 실제로 신라는 울산과 부산의 우시산국(于尸山國)과 거칠산국(居柒山國)을 합병하고 이시기를 전후해 가야와 분쟁을 벌였으므로 군사적인 거점으로 낙동강 연안에 성을 축조했을 수는 있다. 축조후 7년 후인 94년에 가야군이 마두성을 공격하기도 했다.
- 경주 인근설 이는 신라가 그때까지 경주근방을 벗어나지 않은 소국이었을 거라는 편견에 의한 것일 수도 있지만 마두-말머리라는 이름이 의외로 흔한 지명이었음을 시사하기도 한다.
- 경남 거창군 가조면 설: 문헌 사료나 고고학 자료 등을 검토한 결과 마두성은 경상남도 거창군 가조면 일대라는 설이 가장 유력하다. 그러나 당시 거창군은 가야의 영역으로 분류되어야 하므로, 가조면 일대에 성을 쌓았던 시기는 파사이사금 시기가 아니라 한참 후대의 일이라고 해석되거나, 파사 이사금 시기에 마두성을 쌓은 것이 틀림없다고 인정한다면, 경주 인근설을 받아들여야 한다.

## 역사
- 87년(파사 이사금 8년), 가소성과 함께 축조되었다. 가소성은 거창 가조면으로 되어 있지만 당시 거창은 가야의 영역이고 멀리 떨어져 있으므로  이름이 같은 성과 혼동된 모양이다.
- 94년 가야군이 마두성을 포위하였다. 마두성을 지키던 신라장수 고송(考松)은 결사적으로 마두성을 지키고 서라벌에 구원군을 요청했다.파사왕은 친정을 원했으나 신하들이 말려 아찬 길원(吉元)에게 기병 1천기를 거느려 보내어 싸우게 하였다. 곧 길원이 군사를 거느리고 나타났고 호포들에서 이틀간 전투를 펼쳐 가야군들이 200여 전사자 시신을 남기고 강을 건너 돌아갔다.

## 같이 보기
- 파사이사금

## 참고 문헌
- 김부식 (1145), 《삼국사기》 <신라본기 제1권 파사 이사금 條>
- 한국방송공사 (2007년 9월 1일 방송). “KBS 라디오 다큐멘터리 역사를 찾아서 <제150편> 파사이사금, 소국병합에 나서다”. 2016년 12월 30일에 확인함. [깨진 링크(과거 내용 찾기)]